# Região Geográfica Imediata de Pouso Alegre
A Região Geográfica Imediata de Pouso Alegre é uma das 70 regiões geográficas imediatas do Estado de Minas Gerais, uma das cinco regiões geográficas imediatas que compõem a Região Geográfica Intermediária de Pouso Alegre e uma das 509 regiões geográficas imediatas do Brasil, criadas pelo IBGE em 2017.

## Municípios
É composta por 34 municípios.
- Albertina
- Bom Repouso
- Borda da Mata
- Bueno Brandão
- Cachoeira de Minas
- Camanducaia
- Cambuí
- Careaçu
- Conceição dos Ouros
- Congonhal
- Consolação
- Córrego do Bom Jesus
- Espírito Santo do Dourado
- Estiva
- Extrema
- Heliodora
- Inconfidentes
- Ipuiuna
- Itapeva
- Jacutinga
- Monte Sião
- Munhoz
- Natércia
- Ouro Fino
- Pouso Alegre
- Santa Rita do Sapucaí
- São João da Mata
- São Sebastião da Bela Vista
- Senador Amaral
- Senador José Bento
- Silvianópolis
- Tocos do Moji
- Toledo
- Turvolândia

## Estatísticas
Tem uma população estimada pelo IBGE para 1 de julho de 2017 de 513 187 habitantes e área total de 8 099,807 km².